# شهرستان فالز (تگزاس)
شهرستان فالز، تگزاس (به انگلیسی: Falls County, Texas) یک سکونتگاه مسکونی در ایالات متحده آمریکا است که در تگزاس واقع شده‌است.

## خصوصیات
شهرستان فالز ۲٬۰۰۴٫۶۶ کیلومترمربع مساحت دارد.